# Mo-Do
Mo-Do (numele de scenă al lui Fabio Frittelli, n. 24 iulie 1966, Monfalcone, Friuli-Venezia Giulia, Italia – d. 6 februarie 2013) a fost un cântăreț italian, devenit celebru datorită piesei Eins, Zwei, Polizei, lansată în 1994 în limba germană.
Acesta a fost găsit mort în casa sa, pe 6 februarie 2013. Polițiștii au constatat că acesta s-a sinucis.

## Discografie
Albume:
- Was ist das? (1995)

Melodii:
- Eins, Zwei, Polizei (1994)
- Super Gut (1994)
- Gema Tanzen (1995)
- Sex Bump Twist (1996)
- Superdisco Cyberdisco (2000)